# 法杰伊湾

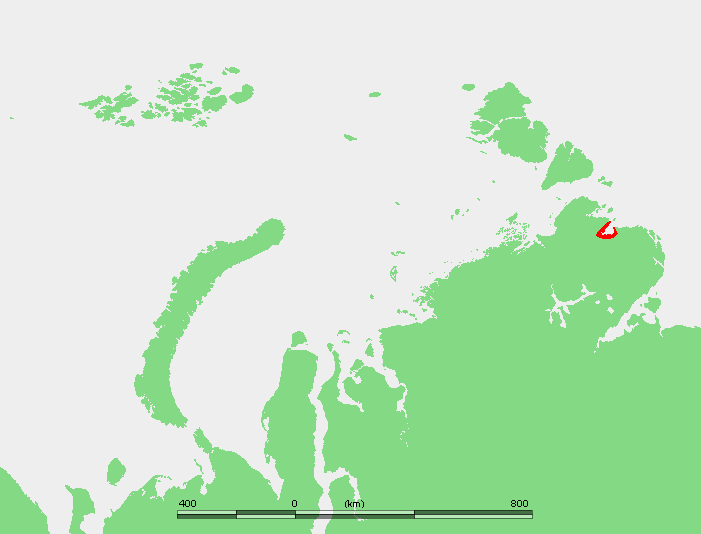

法杰伊湾（俄语：Залив Фаддея）是俄羅斯的海灣，位於泰梅爾半島東面的拉普捷夫海，由克拉斯諾亞爾斯克邊疆區負責管轄，長35公里、寬20至25公里，最大水深23米，全年大部分時間結冰。
76°36′N 107°25′E / 76.600°N 107.417°E